# Grækenlands Football League 2
Grækenlands Football League 2  (også kendt som Gamma Ethniki eller Division C) er den tredjebedste, græske fodboldrække for herrer. 
Grækenlands Football League 2 er en liga med 60 hold fordelt på 4 grupper, der møder hinanden to gange hver sæson, dermed 28 spillerunder per sæson.
Ligaen er delt op i to kalenderår, fra juli til juni. Slutplaceringen 1 rykker op i Football League, og slutplaceringerne 15/16-18 rykker ned i lokale rækker.
| Fodbold | Spire Denne artikel om fodbold er en spire som bør udbygges. Du er velkommen til at hjælpe Wikipedia ved at udvide den. |